# 綾町
綾町（日语：／ Aya chō */?）是位于日本宮崎縣中西部的一個城鎮，屬東諸縣郡。
轄區的80%為森林，西部、北部位於九州中央山地，為九州中央山地國定公園的範圍；其餘的住宅及農地主要集中在轄區東部的平原上。

## 歷史
在奈良時代為日向國的交通要衝，鎌倉時代至戰國時代屬於伊東氏的領地，江戶時代則成為薩摩藩的領地。明治維新後，在綾鄉下設置南俣村和北俣村，並設有戶長役場。

### 年表
- 1882年6月：南俣村和北俣村合併為綾村。
- 1884年：高岡鄉的入野村被併入。
- 1889年5月1日：實施町村制，設置綾村。
- 1932年10月1日：改制為綾町。

## 觀光資源

### 景點
- 尾立展望台
- 尾立繩文遺跡
- 綾城
- 九州中央山地國定公園
  - 照葉大吊橋
  - 綾之村落

### 祭典活動
- 櫻花祭：每年3月
- 照葉樹林馬拉松：每年10月上旬

## 外部連結
- （日語） 綾町的Facebook專頁
- （日語） 綾町觀光情報